# Jacques Bouiti
Jacques Bouiti est un médecin et un homme politique congolais. Il a été ministre et maire de Pointe-Noire, la capitale économique de la République du Congo.

## Biographie
Jacques Bouiti II est né le 14 septembre 1922 à Brazzaville de Jacques Bouiti I, maitre-tailleur au Chemin de fer Congo-Océan et d'Eugénie Soungou Makaya. Il était le chef du clan Tchiali, un des vingt-sept clans primordiaux de l'ancien Royaume de Loango.
Il est mort le 3 septembre 2012 à Pointe-Noire, laissant 13 enfants, 49 petits-enfants et 13 arrière-petits-enfants.
Il est le père du général de Police de 1ère Classe Jacques Antoine Bouiti, Inspecteur Général de la Police Nationale et de Jean-Paul Bouiti, responsable universitaire au département de sociologie de l'Université Marien Ngouabi de Brazzaville et homme politique. Il est également l'oncle maternel d'Agathe Pembellot, la première femme magistrat de la République du Congo.
Jacques Bouiti a été inhumé, le 12 septembre 2012, au cimetière familial de Diosso, après le vibrant hommage rendu par la République au siège de la préfecture de Pointe-Noire.

### Scolarité
En 1929, il commence sa scolarité à l'école primaire «La paillote» de Bacongo, l'arrondissement 2 de Brazzaville et obtient son certificat d'études primaires élémentaires à Pointe-Noire en 1935.
Notons qu'entre 1934 et 1941, il a été un des joueurs emblématiques d'une des premières équipes de la scène footballistique congolaise, à savoir, celle de l'école Édouard Renard. Cette dernière, bien que ne participant au championnat civil, est restée invaincue sur les deux rives du fleuve Congo et sur la côte atlantique. En effet, les joueurs participaient pieds nus aux matches amicaux, alors que leurs adversaires étaient bottés. Les membres de cette épopée sont par exemple: Eugène Pambou, Pierre Koutana, Jean-Baptiste Makaya, Jean-Marie Toulou, Florentin Ntsiété, Alphonse Koumani, Antoine Banthoud, Bernard Mambéké-Boucher, Martin Demba, Narcisse Samba et  Jean Gomba.
Jacques Bouiti décroche successivement le diplôme des aides de santé d’Ayos, au Cameroun en 1944, et de celui de l’école africaine de médecine et de pharmacie de Dakar, en juillet 1945. Il obtient le 10 février 1966 son doctorat en médecine à l’université d’Aix Marseille et se spécialise en chirurgie. Sa thèse porte sur le thème "Essai clinique sur l'effet de l'alphamucase injectable dans la prévention de l’œdème chirurgical".

### Cursus professionnel
Sur le plan professionnel, le docteur Jacques Bouiti rejoint la fonction publique de l'AEF dans le territoire du Moyen-Congo le 21 août 1945. Il occupe les fonctions de médecin-chef, respectivement, dans les centres médicaux de Gamboma (1945 - 1951), de l’Alima-Léfini, dans l'actuel département des Plateaux (1948 - 1949), de Mossendjo (1951 - 1954), de Dolisie (1954 - 1957) et de Brazzaville (1957 à 1959). Il rejoint l’hôpital Adolphe Sicé de Pointe-Noire en qualité de médecin-chef des services chirurgicaux de décembre 1959 à octobre 1962, cumulativement à ses fonctions de directeur de cet établissement.
En 1966, il prend une part active à la création et à l’ouverture de l’actuelle école nationale Jean Joseph Loukabou.

### Carrière politique
Jacques Bouiti commence sa carrière politique en tant que militant du Parti progressiste congolais, le premier parti politique congolais fondé par Jean Félix-Tchicaya en 1946. Lors de son séjour dans le département des Plateaux, il préside la fédération du Mouvement national de la révolution (MNR) de ce département. En 1967, le docteur Jacques Bouiti préside le séminaire des cadres politiques et administratifs du MNR de Pointe-Noire. Il est, ensuite, nommé chef de peloton de la section de cette structure paramilitaire qu'est le MNR à Pointe-Noire.
À la suite du mouvement insurrectionnel du 31 juillet 1968, il entre au gouvernement en qualité de ministre de la santé et des affaires sociales, du 12 janvier 1968 au 31 mars 1970. Il devient membre du Conseil national de la révolution et  membre du Parti congolais du travail (PCT), à l’issue de son congrès constitutif, jusqu’en janvier 1972. Le président Marien Ngouabi va l'envoyer comme émissaire diplomatique en septembre 1968, afin d'expliquer aux autorités tchadiennes et centrafricaines, et à Beijing en novembre 1969, en compagnie d'Alfred Raoul, du bien-fondé du coup de force des militaires dont Ngouabi est le chef de file.
De 1971 à 1973, il exerce les fonctions de maire de la ville de Pointe-Noire.

## Hommages
Le fronton de mer de la côte sauvage de Pointe-Noire porte le nom de boulevard docteur Jacques Bouiti. C'est l'une des plus belles artères de la capitale économique, longue de deux kilomètres, bordée des plus belles villas et des restaurants et hôtels de luxe.